# Орлова, Наталия Фёдоровна
Наталия Фёдоровна Орлова (12 ноября 1939, Рига — 5 июля 2018, Рига) — советская и российская актриса театра и кино, педагог. Жена актера Юрия Гребенщикова. Мать актера Кирилла Гребенщикова.

## Биография
Наталия Орлова родилась 12 ноября 1939 года в Риге. В 1962 году окончила Высшее театральное училище им. М. Щепкина.
С 1962 по 1964 годы актриса Рижского русского театра. С 1964 по 2008 актриса Московского драматического театра им. К. С. Станиславского.
Преподавала во ВГИКе на курсе Сергея Соловьёва.
Умерла в Риге 4 июля 2018 года. Похоронена на Долгопрудненском кладбище рядом с мужем.

## Роли в театре

### Рижский русский театр
- Лида — «Моя старшая сестра» А. М. Володин (режиссёры А. Лейманис, С. Васильев);
- Зина — «Палата» С. Алёшин (режиссёр А. Лейманис);
- Настя — «Нас где-то ждут» А. Н. Арбузов (режиссёр Ю. Ятковский);
- Яна — «Солдатская шинель» А. Григулис (режиссёр А. Апеле);
- Наташа — «Совесть» Д. Павлова (режиссёр Ю. Ятковский);
- Елена — «Рассудите нас, люди» А. Андреев (режиссёр А. Ф. Кац);
- Майя Мухина — «В день свадьбы» В. С. Розов (режиссёр Ю. Ятковский).

### Московский драматический театр им. К. С. Станиславского
- Виксен — «Трёхгрошовая опера» Б. Брехт (постановка С. И. Туманова);
- Людка — «Анна» М. Ганина (постановка и режиссура Б. А. Львова-Анохина, ассистент режиссёра В. Н. Иванов);
- Шурочка — «Три главы из жизни Серафима Крамольникова» Л. Г. Зорин (режиссёр Б. А. Львов-Анохин);
- Инна — «Палуба» Л. Г. Зорин (постановка М. П. Карклялиса, руководитель постановки Б. А. Львов-Анохин);
- Полли Пичем — «Трехгрошовая опера» Б.Брехт (постановка С. И. Туманова);
- Ванда — «Каждый осенний вечер» И. Пейчев (постановка Б. А. Львова-Анохина М. Ю. Резниковича);
- Цыганка — «Робин Гуд» С. Заики (режиссёр Е. И. Еланская);
- Эльза — «Чёрт» Ф. Мольера (режиссёр Л. С. Танюк);
- Красавица — «Прощание в июне» А. Вампилов (режиссёр А. Г. Товстоногов);
- Цыганка в хоре — «Живой труп» Л. Н. Толстой (постановка В. Н. Кузенкова);
- Маша — «Прощание в июне» А. Вампилов (режиссёр А. Г. Товстоногов);
- Маленький Джон — «Робин Гуд» С. Заяицкий (режиссёр Е. И. Еланская);
- Пани Ядя — «Обелиск» В. Быков (постановка В. Н. Кузенкова);
- Элите — «Брысь, костлявая, брысь!» Шаметяниса (режиссёр-постановщик Б. А. Морозов);
- Васнецова — «Собачье сердце» (Дневник доктора Борменталя) А. Ставицкий по мотивам повести М. А. Булгакова; (режиссёр-постановщик А. Г. Товстоногов);
- Марья — «Царевна-лягушка» Г. М. Соколова (постановка А. Г. Товстоногова и О. Великановой);
- «Горная ведьма» Д. Мотакие (режиссёр Н. Коляканова);
- «Отражение» (режиссёр Н. Коляканова);
- «Женитьба» Н. В. Гоголь (постановка В. Мирзоева);
- Женщина-жертва — «Хлестаков» Н. В. Гоголь (режиссёр-постановщик В. Мирзоев);
- Даша Б. — «Тот это свет» А. Казанцева (режиссёр-постановщик В. Мирзоев).

## Фильмография
- 1961 — Алые паруса — Бетси, горничная
- 1970 — Любава (фильм-спектакль) — Любава, главная роль
- 1970 — На краю земли — Маша Рыбакова
- 1973 — Разные люди (фильм-спектакль) — Маша, однокурсница Ирины Лесковой
- 1975 — Такая короткая долгая жизнь — Галина Николаевна, учительница
- 1975 — Как зайка летал на воздушных шариках (короткометражный) — эпизод
- 1978 — Истцы и ответчики (фильм-спектакль) — секретарь суда (нет в титрах)
- 1980 — Спасатель — мама Вильки, проводница
- 1984 — Призываюсь весной (фильм-спектакль) — бабуля у подъезда (нет в титрах)
- 1984 — Осиное гнездо (фильм-спектакль) — Замфира
- 1986 — Выкуп — фрау Хайнике
- 1987 — Следствие ведут ЗнаТоКи. Бумеранг — Клавдия Михайловна, мать Сени Калмыкова
- 1987 — Джамайка — эпизод
- 1997 — Учительница первая моя, или Мальчишник по-русски — эпизод
- 2011 — Борис Годунов — эпизод